# Bâlhacu
Bâlhacu – wieś w Rumunii, w okręgu Buzău, w gminie C.A Rosetti. W 2011 roku liczyła 225 mieszkańców.